# Полібромовані дифенілові ефіри

Хімічна структура ПБДЕ

Полібромовані дифенілові ефіри або ПБДЕ — клас броморганічних сполук, які використовуються як антипірени. Подібно до інших бромованих антипіренів, ПБДЕ використовуються в широкому спектрі виробів, включаючи будівельні матеріали, електроніку, меблі, автомобілі, літаки, пластмаси, пінополіуретан та текстиль. Вони за структурою подібні до поліхлорованих дифенілових ефірів (ПХДЕ), поліхлорованих біфенілів (ПХБ) та інших багатогалогенових сполук, що складаються з двох ароматичних кілець. PBDE класифікуються відповідно до середньої кількості атомів брому в молекулі. Небезпека для здоров'я цих хімічних речовин привертає все більше уваги, і було показано, що вони знижують народжуваність у людей, на рівнях, виявлених у домашніх господарствах. Через їх токсичність та стійкість промислове виробництво деяких ПБДЕ обмежено згідно Стокгольмської конвенції — договору про контроль та поступове припинення використання основних стійких органічних забруднювачів (СОЗ).

## Класи ПБДЕ
PBDE складаються з 209 можливих речовин, які називаються спорідненими (PBDE = C12H (10 − x) BrxO (x = 1, 2, …, 10 = m + n)). Кількість ізомерів для моно-, ди-, три-, тетра-, пента-, гекса-, гепта-, окта-, нона- та декабромдифенілових ефірів становить 3, 12, 24, 42, 46, 42, 24, 12, 3 та 1 відповідно.